# Blackburnium kirbyi
Blackburnium kirbyi là một loài bọ cánh cứng trong họ Geotrupidae. Loài này được Bainbridge miêu tả khoa học năm 1842.